# 横带寡鳞鰕虎鱼
横带寡鳞鰕虎鱼（学名：Oligolepis fasciatus）为鰕虎鱼科寡鳞鰕虎鱼属的鱼类。分布于台湾海峡等，属于近岸暖水性鱼类。其一般生活于近岸水深10余米的泥沙海底中。该物种的模式产地在福建集美。